# Campus Honeymoon
Campus Honeymoon é um filme de comédia estadunidense dirigido por Richard Sale e estrelado por Lyn Wilde, Lee Wilde, Adele Mara, Richard Crane, Hal Hackett e Wilson Wood. Foi lançado em 1 de fevereiro de 1948 pela Republic Pictures.

## Sinopse
Bob Watson e Ricky Adams e os gêmeos de Hughes, Skipper e Patricia, não puderam se matricular na Universidade de Opalocka, a menos que encontrassem acomodação nos dormitórios superlotados da universidade. Eles fingiram ser casados para conseguir as duas últimas casas do programa habitacional para veteranos casados, com garotas em uma e garotos na outra.

## Elenco
- Lyn Wilde ...Skipper Hughes
- Lee Wilde ...Patricia Hughes
- Adele Mara as Bessie Ormsbee
- Richard Crane ...Robert Watson
- Hal Hackett ...Richard Adams
- Wilson Wood ...Busby Ormsbee
- Stephanie Bachelor ...Dean Carson
- Teddy Infuhr ...Junior Ormsbee
- Edwin Maxwell ...Sen. Hughes
- Boyd Irwin ...Dr. Shumway
- Kay Morley ...Polly Walker
- Charles Smith ...Benjie Briggs
- Edward Gargan ...policial de motocicleta
- Maxine Semon ...garçonete
- William Simon ...Mensageiro